# 细毛巴戟
细毛巴戟（学名：Morinda pubiofficinalis）为茜草科巴戟天属下的一个种。

## 扩展阅读
- 維基物種上的相關：细毛巴戟